# Isla de Tavira
Isla de Tavira (en portugués: Ilha de Tavira)
es una isla de arena de unos 11 km de largo, situada a lo largo de la costa de Algarve, al sur de la ciudad de Tavira, y que es parte del parque natural de la Ría Formosa (Parque Natural da Ria Formosa). Sus playas son frecuentadas por los turistas, especialmente durante el verano, su alta calidad ambiental está certificada anualmente con una Bandera Azul (un distintivo que otorga anualmente la Fundación Europea de Educación Ambiental a las playas). Los pequeños canales y esteros de la ría Formosa adyacentes a la isla son lugares excelentes para observar y estudiar las aves marinas.

## Descripción

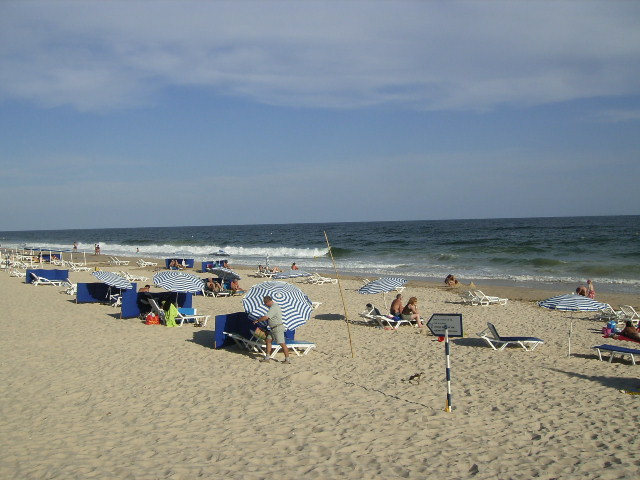
Playa del Barril.

Como infraestructuras de apoyo para el turismo de la isla esta cuenta con un parque para acampar y concesiones playeras en la temporada vacacional. El acceso se hace a través de barcos que salen de Tavira y el muelle de las cuatro aguas (Quatro Águas) o a pie a través de un puente que se encuentra cerca de la localidad turística de Piedras del Rey (Pedras D'el Rei)
La isla cuenta con cuatro playas. De este a oeste, nos encontramos con la primera playa en la isla de Tavira (Praia da Ilha de Tavira o simplemente playa Tavira), seguido de Playa Tierra Estrecha (Praia da Terra Estreita), la playa del Barril (Praia do Barril) y la playa del hombre desnudo (Praia do Homem Nu). En la mayor parte de la isla, lejos de las concesiones, se tolera el nudismo, y en la región occidental de la playa del Barril el Naturismo es legal.